# Marilyn Winder
Marilyn Winder (...) è un'ex sciatrice alpina canadese, che ha rappresentato il Canada alle Paralimpiadi invernali del 1998, dove ha vinto tre medaglie: una d'argento e due di bronzo.

## Carriera
Ha rappresentato il Canada alle Paralimpiadi invernali del 1998 a Nagano in Giappone, dove ha vinto tre medaglie: una d'argento e due di bronzo. 
Con un tempo di 1:12.74 Winder ha conquistato la medaglia d'argento nel superG femminile B1,3; sul podio anche Katerina Tepla, oro in 1:11.57 e Sabina Rogie, bronzo in 1:12.85. 
Nello slalom gigante B1,3, con un tempo di 2:55.46 Winder è arrivata terza, dopo Katerina Tepla in 2:44.26 e Sabina Rogie in 2:52.41). Vincitrice della medaglia di bronzo anche nello slalom speciale B1,3: al 1º posto Katerina Tepla	con 2:14.85, al 2º posto Sabina Rogie con 2:18.82, al 3º posto Marilyn Winder con 2:27.14.

## Palmarès

### Paralimpiadi
- 3 medaglie:
  - 1 argento (supergigante B1,3 a Nagano 1998)
  - 2 bronzi (slalom gigante e slalom speciale B1,3 a Nagano 1998)